# Stealth Inc 2: A Game of Clones
Stealth Inc 2 : A Game of Clones est un jeu vidéo d'infiltration et de plates-formes développé et édité par Curve Digital, sorti à partir de 2014 sur Windows, Wii U, PlayStation 3, PlayStation 4, Xbox One et PlayStation Vita.
Il fait suite à Stealth Bastard.

## Accueil
- Canard PC : 9/10[1]